# The Sims Historie
The Sims Historie – seria gier opartych na The Sims 2 wyprodukowana przez Maxis i wydana przez Electronic Arts. Gry zawierają elementy z dodatków do drugiej części cyklu, lecz wyróżnia je tryb opowieści, który pozwala na rozegranie fabularnych historii simów.
W skład serii wchodzą:
- The Sims Historie: Z życia wzięte (2007)[1]
- The Sims Historie: Ze świata zwierząt (2007)[2]
- The Sims Historie: Z bezludnej wyspy (2008)[3]

Cała seria tworzona jest z myślą o laptopach. Wszystkie gry serii mają autopauzę (aktywowaną po zamknięciu pokrywy notebooka), uproszczone sterowanie, mniejsze wymagania sprzętowe oraz możliwość uruchomienia gry w oknie.
W 2008 roku została wydana kompilacja pt. The Sims Historie Kolekcja, która zawiera wszystkie trzy tytuły serii. Została wzbogacona o dodatkową zawartość, którą jest cyfrowa dokumentacja serii.